# 土佐光信

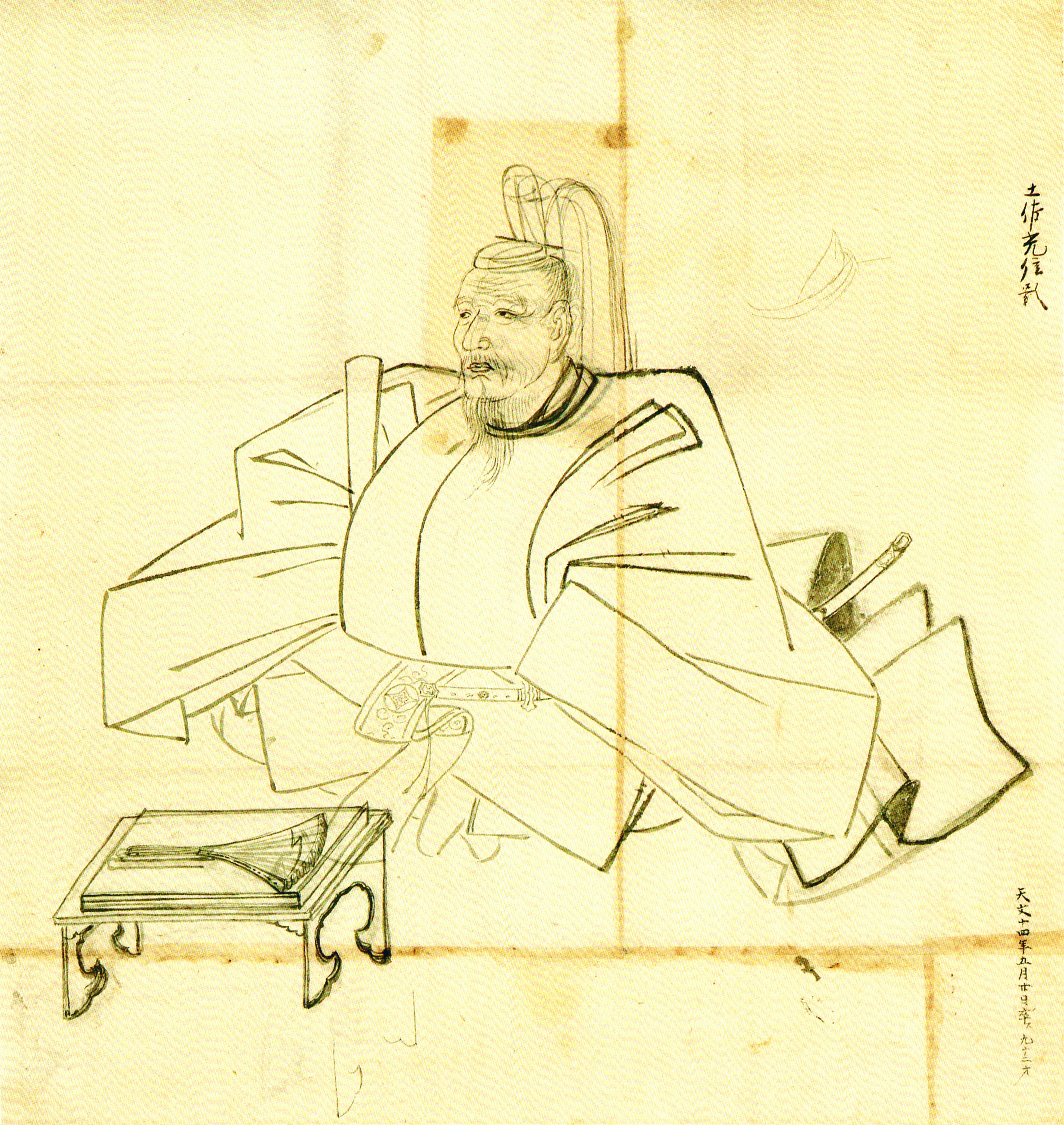
土佐光信像
（京都市立芸術大学芸術資料館蔵）

土佐 光信（とさ みつのぶ、永享6年〈1434年〉？ - 大永5年5月20日〈1525年6月10日〉？）は、室町時代中期から戦国時代にかけての大和絵の絵師。弾正忠・土佐広周の嗣子で、実は中務丞・土佐光弘の子。土佐（常盤）光長、土佐光起とともに土佐派三筆と称され、土佐派中興の祖とされる。官位は従四位下・刑部大輔。

## 生涯

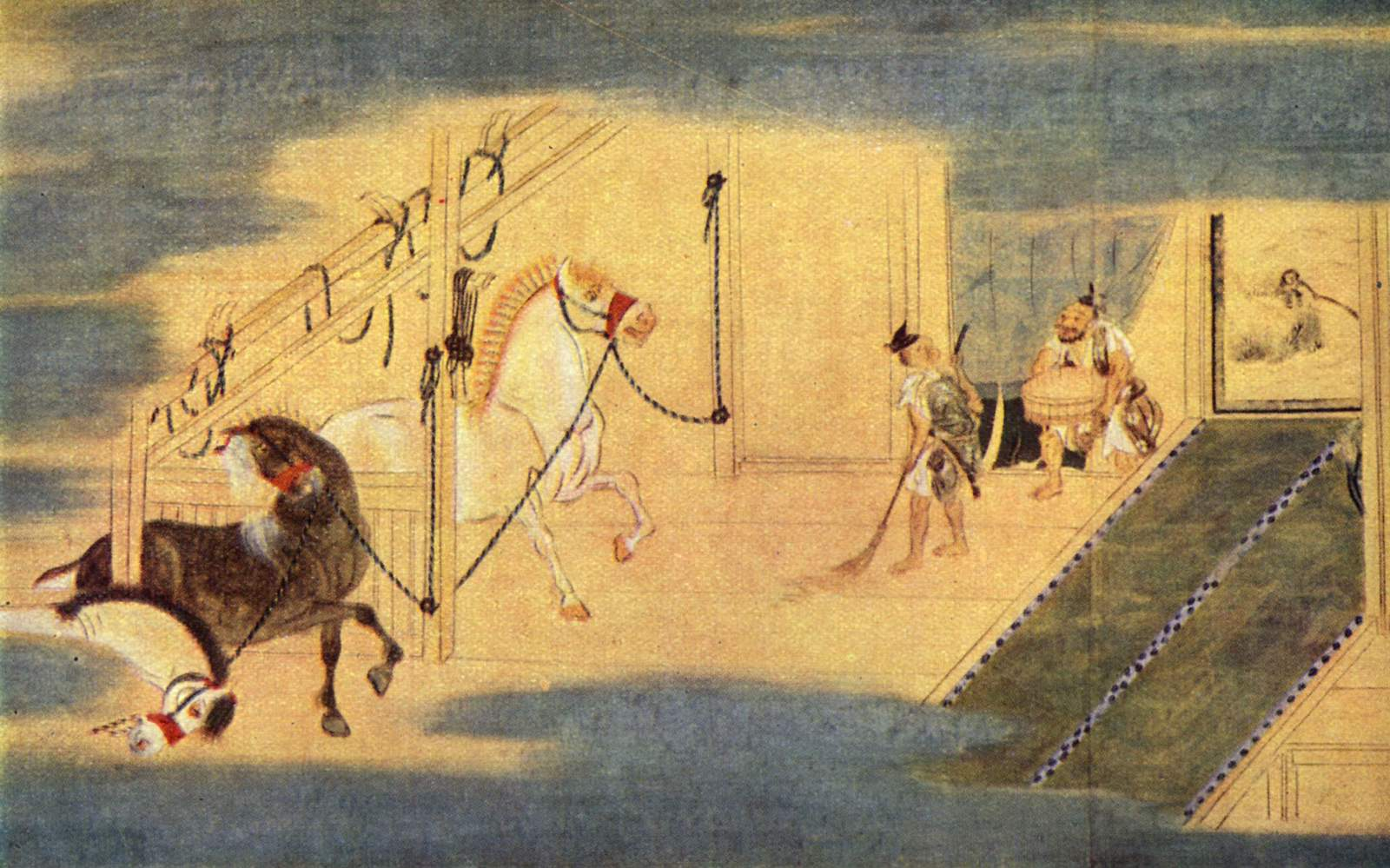
星光寺縁起絵巻 原本は文明19年（1495年）作。東京国立博物館蔵、重文。本作はかつて光信筆とされていたが、近年は作画の粗さや、『実隆公記』では実隆自筆と記載されている詞書の書風が本絵巻では実隆のものと全く異なる点が指摘され、光信の原本制作直後の忠実な模本とされる。

寛正3年（1463年）従五位上に叙位。室町幕府8代将軍足利義政の御教書によると、文明元年（1469年）10月に絵所預に輔任されている。明応4年（1495年）正五位下・右近衛将監の叙任を受け、明応5年（1496年）12月5日に刑部大輔に転任する旨の口宣案が出され、明応10年（1501年）2月9日には従四位下に昇叙し、絵師としては最高の位を得た。
土佐家の家伝書には、「光信は義政に近侍し寵愛を得たため、義政死後その肖像を作り子孫に残し、義政の忌日にはその図像をかけ供養した」とある。
「絵所」とは、平安時代には別当以下の組織からなる内裏内に存在した絵画制作所であったが、鎌倉時代以後、宮廷に関わる絵画制作は内裏の外にある民間工房が、「絵所預」という立場を得て請け負うようになっていた。光信は、「絵所預」という立場を意図的に利用し、自ら平安時代の宮廷文化を継承する絵師と位置づけることで自己の正当性を打ち出し、工房経営の戦略として絵所預を獲得、強化したのだと考えられる。
永正3年（1506年）越前の朝倉貞景のために「京中図」を描き（現存せず）、礼に太刀一腰を贈られた。これが洛中洛外図の文献上における初見である。
公家や武家、寺社のため多くの作品を描き、大和絵の題材・技法・様式を拡大した。特に絵巻物が巧みで伝統的な絵巻の他に、当時「小絵」と呼ばれた小型絵巻を描いた事が史料と現存作品から確かめられる。また、同時代の史料から肖像画も評価されていたことがわかる。
連歌を好み、心敬や宗祇など当時を代表する連歌師と一緒に句を詠み、また、源氏物語の学習に努めた。こうした貴顕との交流や光信の教養が、パトロンを得る手がかりになると共に、光信の絵に画趣を与えたと考えられる。

## 代表作

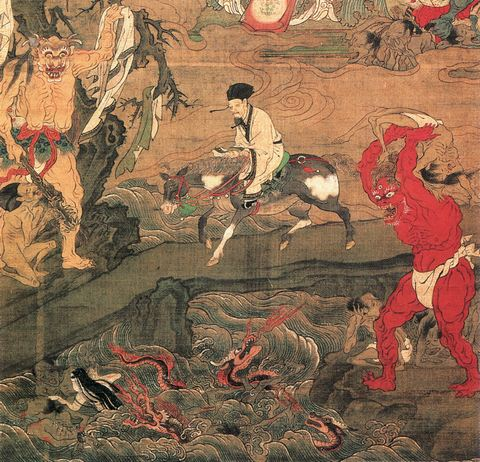
『十王図』の三途川の場面
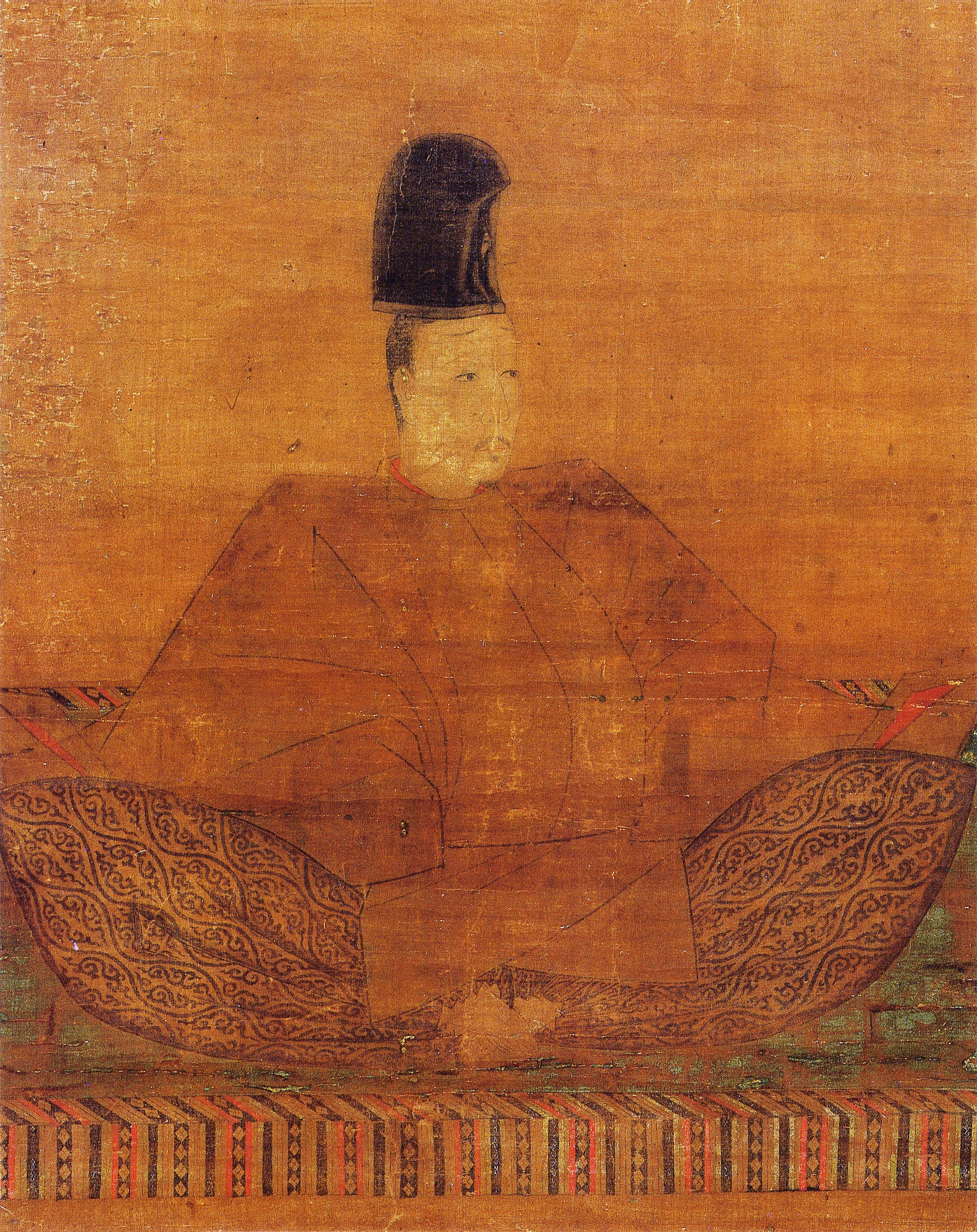
後円融院像
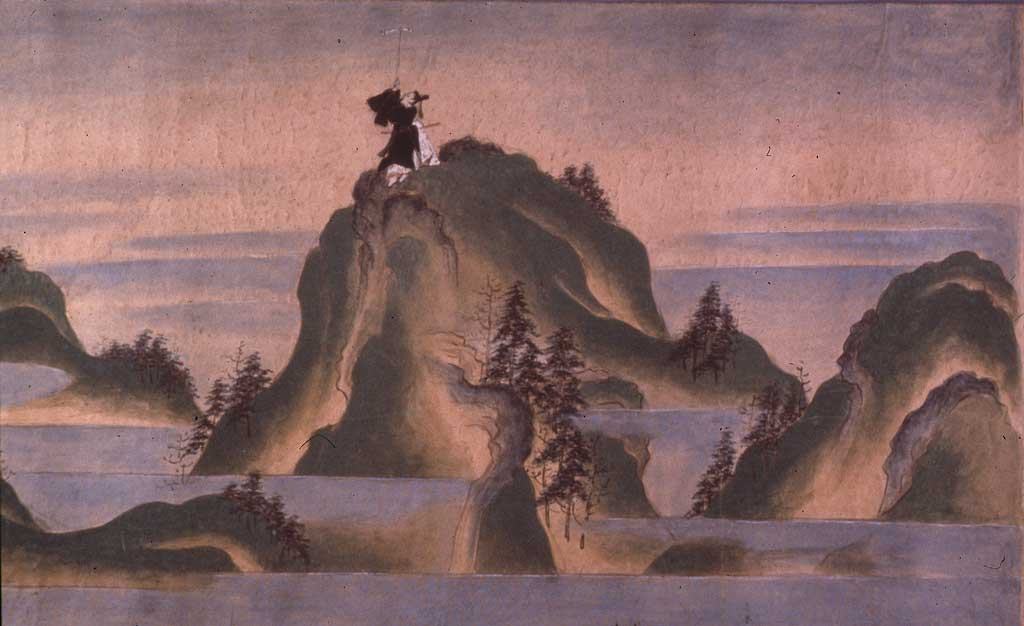
北野天神縁起絵巻
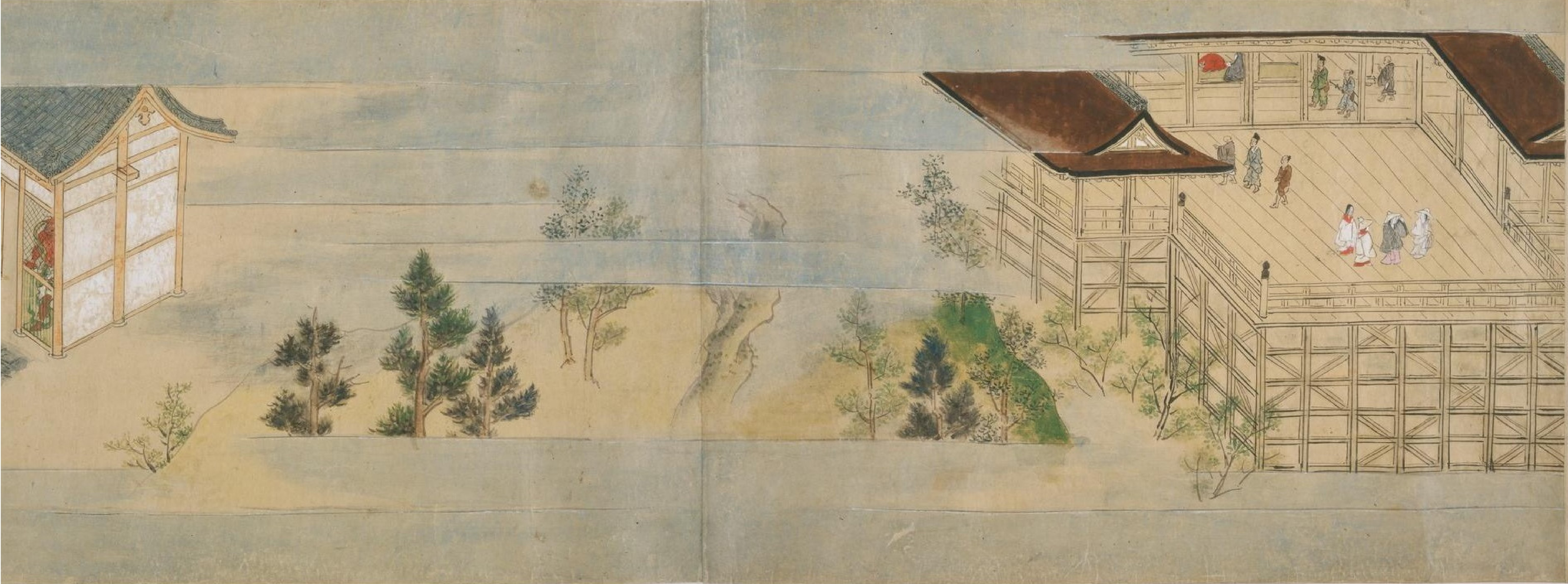
清水寺縁起絵巻
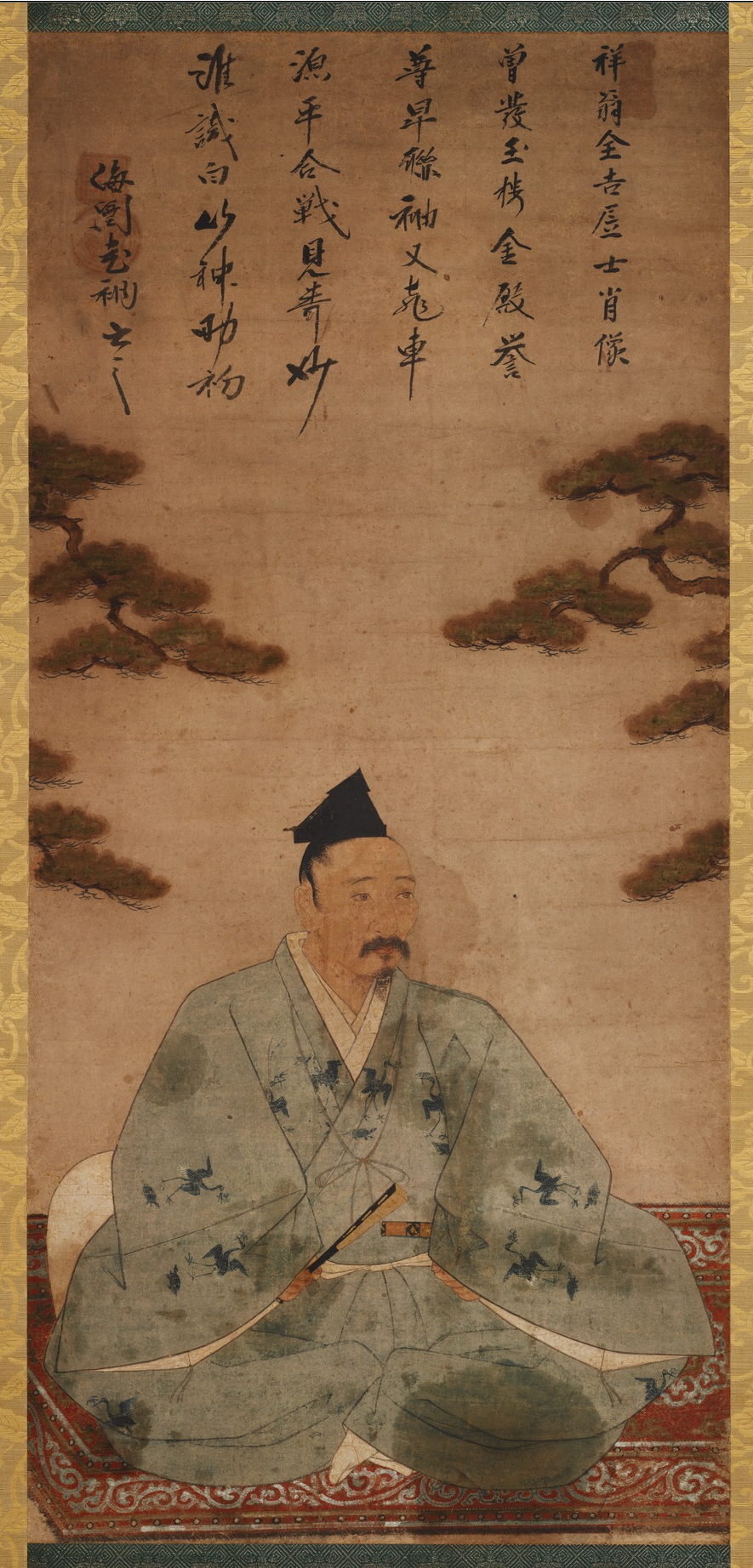
桃井直詮像
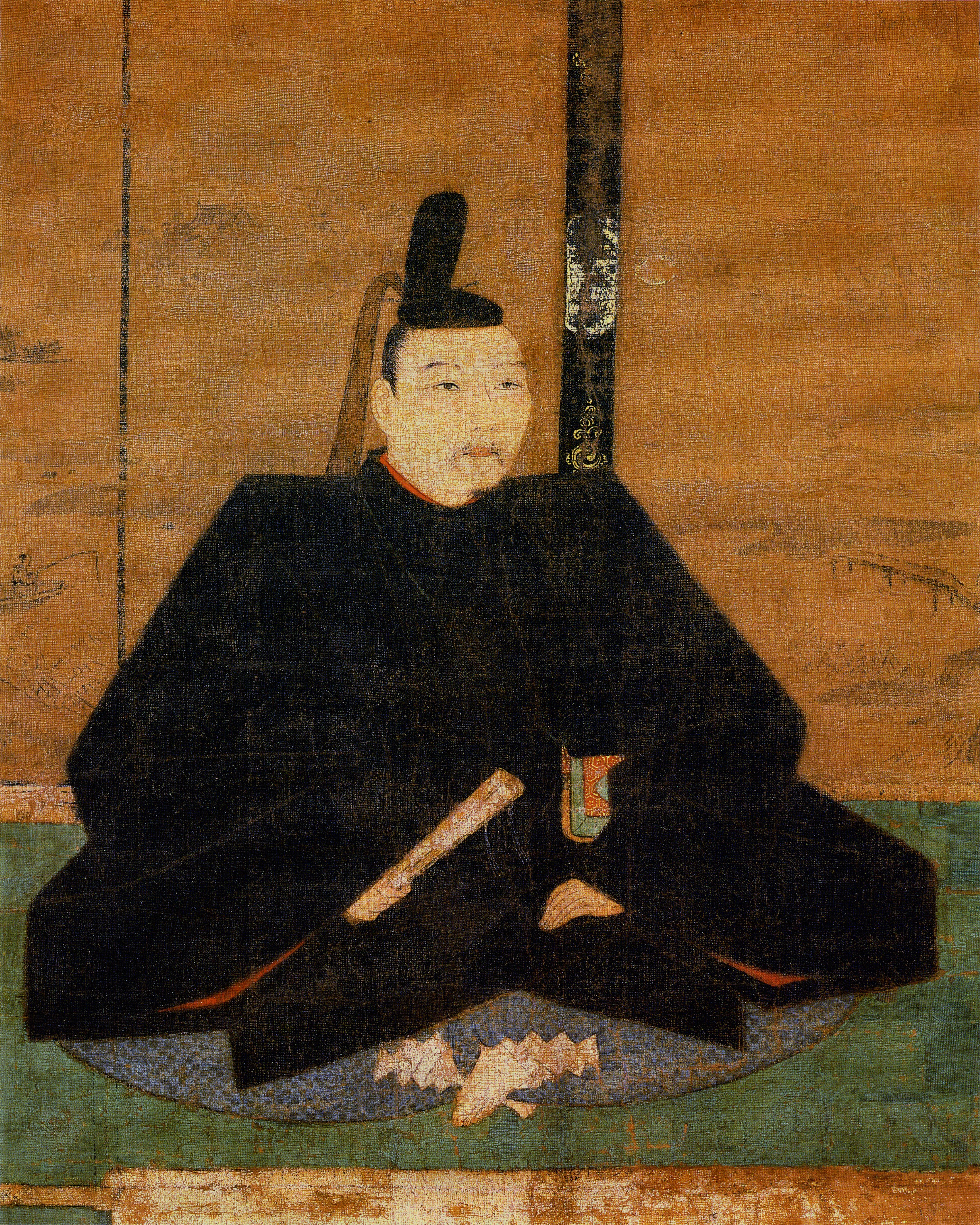
伝足利義政像
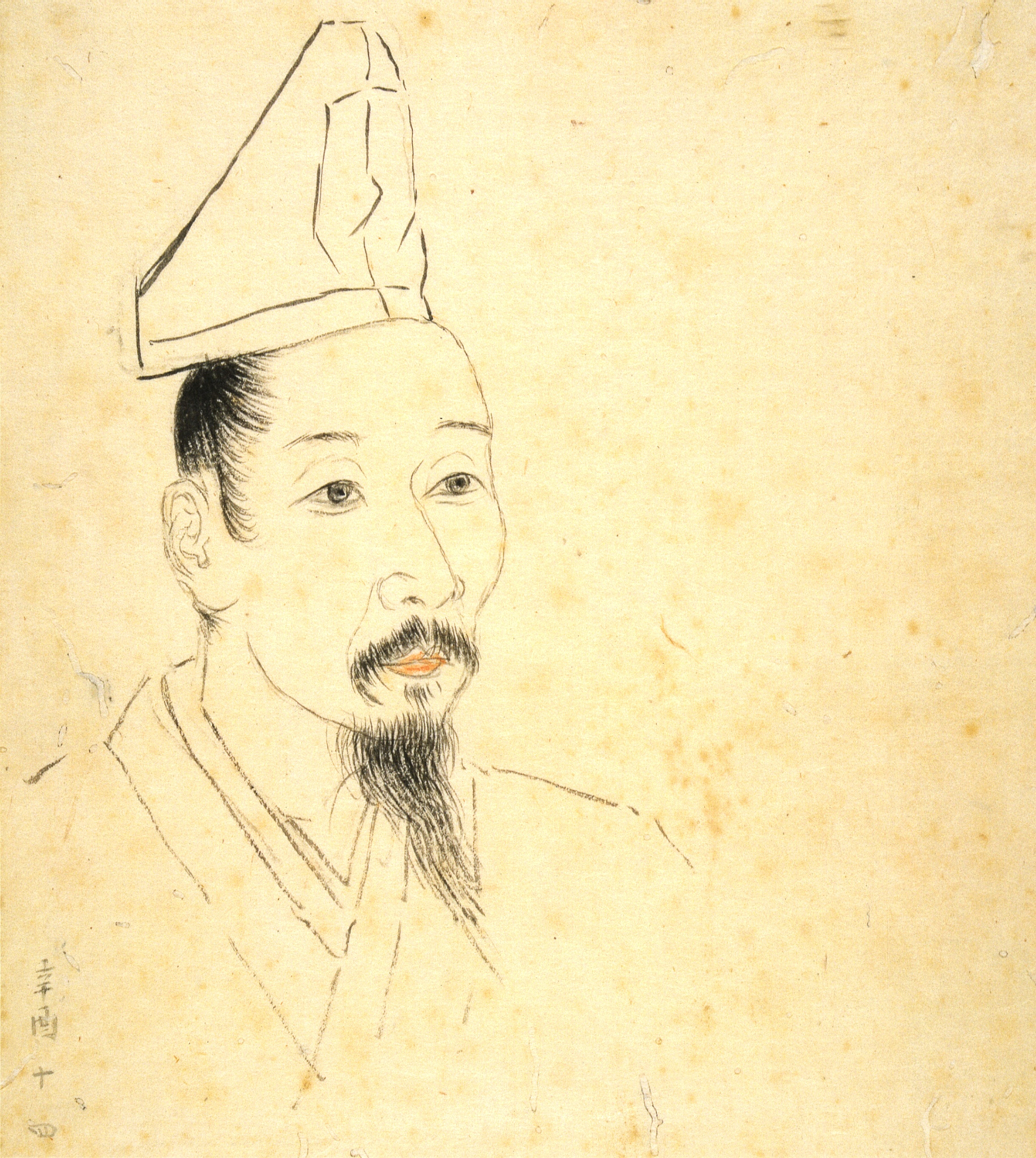
三条西実隆像紙形

- 十王図 （京都・浄福寺） 10幅 絹本著色 重要文化財 1489～1490年
- 後円融院像 （雲竜院） 1幅 絹本著色 重要文化財 1492年
- 槻峰寺縁起絵巻 （ワシントンD.C、フリーア美術館） 2巻 紙本著色 明応4年（1495年）
- 石山寺縁起絵巻第四巻 （滋賀、石山寺） 紙本著色 重要文化財 1497年 伝土佐光信
  - 本作品は光信と描法や人物表現が光信と異なり、別の絵師の作だと考えられる。伝光信作品の中には、「鶴草紙」（京都国立博物館蔵）、「狐草紙」（個人蔵）、「白描平家物語絵巻」（京都国立博物館ほか蔵）など共通する画風の作品が残り、この第4巻も光信ではない土佐派の有力絵師の作だと推測される。絵師の候補として、分家筋に当たる土佐行定だとする説が有力だが、行定には確定的な遺作がなく、推測の域を出ない[6]。
- 北野天神縁起絵巻 （北野天満宮） 3巻 紙本著色 重要文化財 1501～03年
- 源氏物語画帖 （ケンブリッジ、ハーバード大学付属サクラー美術館） 54面 紙本著色 1509年
  - 『実隆公記』の記述から、大内氏の有力家臣である陶氏が注文したと考えられる。
- 清水寺縁起絵巻[7]（東京国立博物館） 3巻 紙本著色 重要文化財 1517～20年
- 桃井直詮像[8]（東京国立博物館） 1幅 紙本著色 重要文化財
- 伝足利義政像[9]（東京国立博物館） 1幅 絹本著色 重要文化財
  - 現在、この作品を収める箱蓋裏には、天明9年（1789年）に江戸時代中期の絵師・土佐光貞が本作品を土佐光信が足利義政を描いた物と記している。他にも『集古十種』「古肖像画」部や、シーボルトが出版した『日本』に載せられた義政像も、本作品を元にしている。
  - しかし、本作品やこれを写した模本の画中には、像主の家紋を入れる故実がある襖の縁、鏡台の蒔絵、指貫などの装束に「左三つ巴」紋が散見し、足利将軍家の家紋である桐紋ではない。左三つ巴紋は、橋本家、小倉家など西園寺家庶流の家紋である。しかし、画中に親王か大臣以上が用いる大紋縁の畳が描かれており、大納言までしか登れない羽林家である両家では家格と釣り合わない。そのため、家紋は不明だが大臣を輩出する洞院家の誰か、特に「東山左大臣」と呼ばれた洞院実熙の可能性が高い。この肖像が画中の家紋を無視して義政像とされてきた理由は、本来の表具や箱などに記されていたと思われる「東山左大臣」を、義政の称号「東山殿」と混同し、「東山左大臣」の表記が失われた後も義政像という伝承だけは残ったためだと推定される[10]。
- 三条西実隆像 （個人蔵） 1枚 紙本墨画
- 硯破草子 （細見美術館） 1巻 紙本著色 1495年 足利義高（義澄）旧蔵品（奥書）
- うたた寝草子 （国立歴史民俗博物館） 1巻
- 地蔵堂草紙 （個人蔵） 1巻 紙本著色 詞書は三条西実隆
  - 上記3点は小絵と呼ばれた小型絵巻。
- 花鳥草虫図押絵貼屏風 （ヴァージニア州立美術館） 六曲一双 紙本著色

## 官歴
- 寛正3年（1463年） 6月23日：従五位上[11]
- 文明元年（1469年） 10月9日：絵所預[12]
- 明応4年（1495年） 正月18日：正五位下[12]
- 明応5年（1496年） 12月5日：刑部大輔[12]
- 明応10年（1501年） 2月9日：従四位下[11]

## 系譜
『地下家伝』による。
- 父：土佐光弘
- 母：不詳
- 妻：不詳
  - 男子：土佐光茂（1496?-?）

## 参考資料
- 宮島新一 『日本の美術247 土佐光信と土佐派の系譜』 至文堂、1986年
- 相澤正彦 『新潮日本美術文庫2 土佐光信』 新潮社、1998年 ISBN 978-4-106-01522-9
- 湯川敏治編『歴名土代』続群書類従完成会、1996年
- 正宗敦夫編『地下家伝』日本古典全集刊行会、1938年